# Lycoris (género)
Lycoris é um género botânico pertencente à família Amaryllidaceae. Também conhecida como Lírio da Ressureição, Lírio Surpresa, Lírio Aranha e Lírio do Furacão.

## Espécies seleccionadas
Em Abril de 2012, o World Checklist of Selected Plant Families reconhece 22 espécies e 1 híbrido:
- Lycoris albiflora Koidz. (treated as the hybrid L. × albiflora by some sources) – White Spider Lily
- Lycoris anhuiensis Y.Xu & G.J.Fan
- Lycoris argentea Worsley
- Lycoris aurea (L'Hér.) Herb. – Golden Spider Lily
- Lycoris caldwellii Traub – Magic Lily
- Lycoris chinensis Traub – Yellow Surprise Lily
- Lycoris flavescens M.Kim & S.Lee
- Lycoris guangxiensis Y.Xu & G.J.Fan
- Lycoris haywardii Traub
- Lycoris houdyshelii Traub
- Lycoris incarnata Comes ex Sprenger – Peppermint Surprise Lily
- Lycoris josephinae Traub
- Lycoris koreana Nakai
- Lycoris longituba Y.C.Hsu & G.J.Fan – Long Tube Surprise Lily
- Lycoris radiata (L'Hér.) Herb. – Spider Lily, Red Spider Lily
- Lycoris rosea Traub & Moldenke
- Lycoris sanguinea Maxim. – Orange Spider Lily
- Lycoris shaanxiensis Y.Xu & Z.B.Hu
- Lycoris sprengeri Comes ex Baker – Tie Dye Surprise Lily
- Lycoris squamigera Maxim. – Naked Lady, Surprise Lily, Magic Lily, Resurrection Lily
- Lycoris straminea Lindl.
- Lycoris uydoensis M.Kim

Híbridos
- Lycoris × chejuensis chejuensis K.H.Tae & S.C.Ko